# Teliucu Inferior
Teliucu Inferior is een Roemeense gemeente in het district Hunedoara.
Teliucu Inferior telt 2479 inwoners.